# نقش الكرك
نقش الكرك، هي قطعة أثرية من حجر البازلت أكتُشفت عام 1958 في الكرك في الأردن بالقرب من وادي الكرك. يبلغ طولها 12.5 سنتيمتر (4.9 بوصة) وعرضها 14 سنتيمتر (5.5 بوصة) . يرجع تاريخ النقش إلى أواخر القرن التاسع قبل الميلاد. يُعرف النقش بالرمز KAI 306.

## الاكتشاف
عُرضت القطعة الأثرية في متحف الآثار الأردني عام 1958. وبحسب ما قيل فقد عثرعليها فلاح قدور (أو فلاح البدور) وهو بدوي من محافظة الطفيلة. ذكر قدور أنه عثر على الحجر «في خندق تم حفره لبناء مبنى جديد في مدينة الكرك». ووفق ما ورد في رسالة من عوني الدجاني (رئيس قسم الآثار سابقا في متحف الآثار الأردني) فأن الحجر وجده عودة صبح الخوالدة (أحد أقارب فلاح قدور) في منزل سليمان المبيضين، بالقرب من البركة الرومانية شرق مدينة الكرك.

## النص
يحتوي النقش على 3 سطور غير مكتملة، تتألف من 8 كلمات كاملة وأجزاء من 5 أخرى، وكلها مكتوبة «باللغة المؤابية» حيث تم التعرف على هذه اللغة من قطعة أثرية أخرى وهي نقش ميشع. يشبه النص المكتوب في هذا الحجر النص المكتوب في نقش ميشع، مع وجود اختلافات بسيطة بين النقشين، الأول وهو حرف He الذي كُتب بأربعة خطوط أفقية تبدأ من الأعلى نزولا بشكل عمودي إلى اليسار، في حين أن حرف He الذي ظهر في النقوش السامية بين القرن العاشر والقرن الخامس قبل الميلاد كان يكتب بثلاثة خطوط افقية إلى اليسار. ذُكر هذا الحرف 3 مرات على الأقل في نقش الكرك وفي كل مرة كان يظهر مكتوبا بأربعة خطوط افقية.
أما الإختلاف الثاني بين نقش ميشع ونقش الكرك هي الفواصل أو المسافات بين الكلمات، ففي نقش ميشع فُصلت الكلمات عن بعضها بنقطة، بينما في نقش الكرك استخدمت خطوط صغيرة لفصل الكلمات عن بعضها.

## ترجمة النص
أدناه هي ترجمة ونسخ الكتابة من الحروف العبرية إلى ما يقابلها بالإنجليزية.  الكلمات المكتوبة بين قوسين لم تكتب في النص الأصلي، ولكن أعيد بناؤها جزئيًا بالمقارنة مع نقش ميشع:
| السطر | النص الأصلي                            | الترجمة الإنجليزية                                                     | الترجمة العربية                                    |
| ----- | -------------------------------------- | ---------------------------------------------------------------------- | -------------------------------------------------- |
| 1     | [אנכי כמשגד בן כ]משית מלך מאב הד[יבני] | [I am Chemosh-gad, son of Ch]emosh-yat, king of Moab the Dib[onite]... | أنا كاموش جاد بن تشموش يات، ملك موآب الديب [أونيت] |
| 2     | [בבת]י כמש למבער כי אה[בתי]            | [... in the te]mple of Chemosh as a sacrifice, because I lo[ve...]     | في معبد كاموش كذبيحة لأنني أحب...                  |
| 3     | [...]נה והן עשתי את[...]               | ... and behold, I have made ...                                        | ... وها أنا قد صَنعت...                             |